# Прочность
Про́чность (в физике и материаловедении) — свойство материала сопротивляться разрушению под действием напряжений, возникающих под воздействием внешних сил.
Свойство конструкции выполнять назначение, не разрушаясь в течение заданного времени.

## Классификация
Прочность подразделяют на статическую, под действием постоянных нагрузок, динамическую и усталостную (выносливость), имеющую место при действии циклических переменных нагрузок.
Для конструкций различают общую прочность — способность всей конструкции выдерживать нагрузки без разрушения, и местную — та же способность отдельных узлов, деталей, соединений.

## Количественное рассмотрение
В настоящее время при расчёте на прочность используют как расчёт по допускаемым напряжениям, так и расчёт по допускаемому числу циклов нагружения. Основные неравенства расчёта по допускаемым напряжениям:
{\displaystyle \sigma _{max}\leqslant [\sigma ],\quad \tau _{max}\leqslant [\tau ],}
где
- {\displaystyle \sigma _{max}} и {\displaystyle \tau _{max}} — наибольшие расчётные нормальное и касательное напряжения, соответственно;
- {\displaystyle [\sigma ]} и {\displaystyle [\tau ]} — допускаемые нормальное и касательное напряжения, безопасные для прочности детали.

## Прикладное применение
Обеспечение прочности машин, аппаратов и конструкций осуществляется следующим образом. На стадии их проектирования производится расчётная или экспериментальная оценка возможности развития в несущих элементах проектируемых конструкций процессов разрушений различных типов: усталостного, хрупкого, квазистатического, разрушения вследствие ползучести материала, коррозии, износа в процессе эксплуатации и т. п. При этом должны быть рассмотрены все возможные в условиях эксплуатации конструкции, известные на данный момент механизмы разрушения материала, из которого выполнены её несущие элементы. Для вновь создаваемого класса машин или аппаратов указанные механизмы разрушения выявляются на стадии научно-исследовательского цикла проектирования. С каждым из таких механизмов разрушения связывается определённый критерий прочности — та или иная характеристика физического состояния материала элементов машин и аппаратов, определяемая расчётным или экспериментальным путём. Для каждого из критериев прочности материала конструкции экспериментально устанавливаются его предельные значения. По предельным значениям далее определяются допускаемые значения этих критериев. Последние определяются, как правило, путём деления предельных значений критерия прочности на соответствующий коэффициент запаса прочности. Значения коэффициентов запаса прочности назначаются на основе опыта эксплуатации с учётом степени ответственности проектируемой конструкции, расчётного срока её эксплуатации и возможных последствий её разрушения.
Значения коэффициентов запаса прочности для различных механизмов разрушения различны. При расчёте по допускаемым напряжениям они изменяются, как правило, в диапазоне значений от 1,05 (при обеспечении прочности элементов летательных аппаратов, имеющих краткий жизненный цикл и не предназначенных для транспортировки людей) до 6 (при обеспечении прочности тросов, используемых в конструкциях пассажирских лифтов). При расчёте по допускаемому числу циклов нагружения могут использоваться существенно большие значения этих коэффициентов. Расчёт наиболее ответственных и энергонасыщенных конструкций машин и аппаратов регламентируется отраслевыми нормами и стандартами. По мере накопления опыта эксплуатации, развития методов исследования физического состояния конструкций и совершенствования методов обеспечения прочности эти нормы и стандарты периодически пересматриваются.

### Разрушения
Хрупкое и вязкое разрушение имеют разные виды разрушенной поверхности. Характер дефектов даёт понятие, какого рода разрушение имеет место. При хрупком разрушении поверхность надломлена. При вязком разрушении поверхность натянута (вяжет разрушение).
Вязкость разрушения — это относительное повышение растягивающих напряжений в устье трещины при переходе её от стабильной к нестабильной стадии роста.
Вязкость разрушения тесно связана с показателями прочности материала. Увеличение прочности сопровождается снижением пластичности и вязкости разрушения. Это объясняется тем, что у высокопрочных материалов мала энергия, поглощаемая при разрушении, уровень которой определяется величиной пластической деформации у вершины трещины. Для высокопрочных материалов эффект увеличения прочности существенно перекрывается снижением пластичности, в результате чего вязкость разрушения уменьшается. Материалы средней и низкой прочности при комнатной температуре обычно имеют более высокие значения, чем высокопрочные. С понижением температуры прочность растёт и при определённых условиях поведение материала средней и низкой прочности становится таким же, как у высокопрочного материала при комнатной температуре. При низких температурах испытание вязкости разрушения можно проводить на образцах меньших размеров.

## Современные методы расчёта
Для расчёта напряжённо-деформируемого состояния конструкции и определения её прочности применяются современные наукоёмкие технологии — системы компьютерного инженерного анализа, основанные на применении сеточных методов решения задач математической физики. В настоящее время одним из наиболее эффективных и универсальных методов этого класса является метод конечных элементов (МКЭ).
Наиболее распространённые системы КЭ анализа:
ANSYS — универсальная система КЭ анализа с встроенным пре-/постпроцессором;
MSC.Nastran — универсальная система КЭ анализа с пре-/постпроцессором;
ABAQUS — универсальная система КЭ анализа с встроенным пре-/постпроцессором;
NEiNastran — универсальная система КЭ анализа с пре-/постпроцессором FEMAP;
NX Nastran — универсальная система КЭ анализа с пре-/постпроцессором FEMAP.
ПК ЛИРА-САПР — система КЭ анализа строительных и машиностроительных конструкций.